# 爾朱彦伯
爾朱 彦伯（じしゅ げんはく、? - 532年）は、北魏の軍人。本貫は秀容郡。爾朱栄の従弟にあたる。

## 経歴
北魏の華州刺史の爾朱買珍の子として生まれた。奉朝請から、奉車都尉に累進し、爾朱栄の下で府長史となった。530年、長広王元曄が帝に擁立されると、彦伯は侍中となった。広陵王元恭（節閔帝）が龍花仏寺に潜伏していたとき、彦伯はたびたび往来して、謹直な態度を取った。531年、元恭が帝に擁立されると、爾朱兆は自分がその謀議に参加していなかったため、激怒して爾朱世隆を攻めようとした。元恭は華山王元鷙を派遣して爾朱兆を慰めようとしたが、爾朱兆はなおも許さなかった。爾朱世隆は兄の彦伯を代理に立てて爾朱兆を止めさせた。帰還すると、元恭は彦伯を顕陽殿の宴会に招き、彦伯は酔って侍中の源子恭と応酬した。まもなく彦伯は使持節・驃騎大将軍・右光禄大夫・馬場大都督に任ぜられ、博陵郡開国公に封ぜられた。後に爵位は王に進んだ。また司徒に転じたが、旱害に遭ったため、上表して司徒の位を辞した。儀同三司・侍中に任ぜられた。
532年、爾朱天光らが韓陵で高歓に敗れると、彦伯は河橋に駐屯して形勢を見ようとしたが、爾朱世隆が従わなかった。張歓（張瓊の子）らが爾朱世隆を襲撃したとき、彦伯は禁裏で当直していた。長孫稚らが神虎門で爾朱氏を除くよう上奏した。元恭は舎人の郭崇を派遣して彦伯にこのことを知らせた。彦伯は狼狽して逃走し、捕らえられた。間もなく爾朱世隆とともに閶闔門の外で斬られ、首は斛斯椿により高歓のもとに送られた。
彦伯の弟に爾朱仲遠・爾朱世隆・爾朱世承・爾朱弼がいた。また彦伯の子に爾朱敞がおり、西魏・北周・隋に仕えて、金州総管・辺城郡公に累進した。

## 伝記資料
- 『魏書』巻75 列伝第63
- 『北史』巻48 列伝第36